# Prezidentský řád znamenitosti
Prezidentský řád znamenitosti (gruzínsky: ბრწყინვალების საპრეზიდენტო ორდენი) je státní vyznamenání Gruzie udílené úřadujícím prezidentem republiky osobnostem kultury, vědy, umění, sportu stejně jako osobnostem v dalších oblastech činnosti za významné úspěchy a mimořádnou službu Gruzii.

## Historie a pravidla udílení
Vyznamenání bylo založeno parlamentem Gruzie rozhodnutím č. 1553 ze dne 31. července 2009. Je udílen prezidentem Gruzie za významné úspěchy a mimořádnou službu Gruzii v oblasti kulturní, vědecké, umělecké, sportovní stejně jako v dalších nespecifikovaných oblastech. Udělení vyznamenání je spojeno s finanční odměnou 1000 gruzínských lari.